# Пастівництво
Пастівництво — галузь скотарства, що займається випасанням худоби (корів, коней, овець, кіз). В Україні представлене гірським і толочним пастівництвом. Дослідження духовної складової пастівницької господарської культури (традиції, обряди, вірування, музичні інструменти та інструментальна музика) знаходимо в працях В. Шухевича, Г. Хоткевича, О. Ошуркевича, М. Тиводара, І. Мацієвського, М. Хая, Б. Яремка, Н. Ганудельової, А. Гуменюка.